# Pic de l'Aurore
Le pic de l'Aurore est une falaise culminant à 240 mètres d'altitude à l'entrée ouest du village de Percé en Gaspésie, province de Québec, Canada.
Il offre une vue panoramique à la fois sur la baie de Gaspé jusqu'au parc national de Forillon, et la baie de Percé incluant le rocher Percé et le parc national de l'Île-Bonaventure-et-du-Rocher-Percé.

## Toponymie
Selon la Commission de toponymie du Québec, le cap doit son nom à « son sommet nu que caressent les premiers rayons du soleil levant et qui prend une magnifique teinte rose lorsque les rayons de l'aurore l'illuminent ».

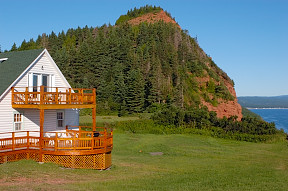
Vue du côté sud.
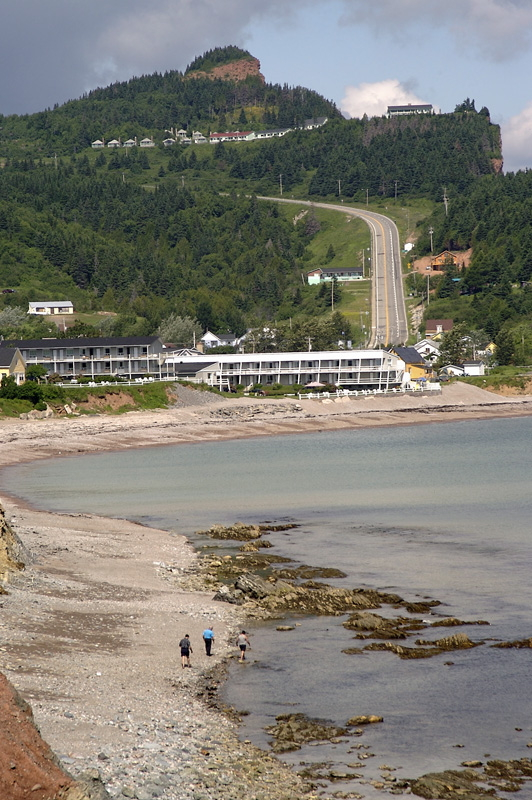
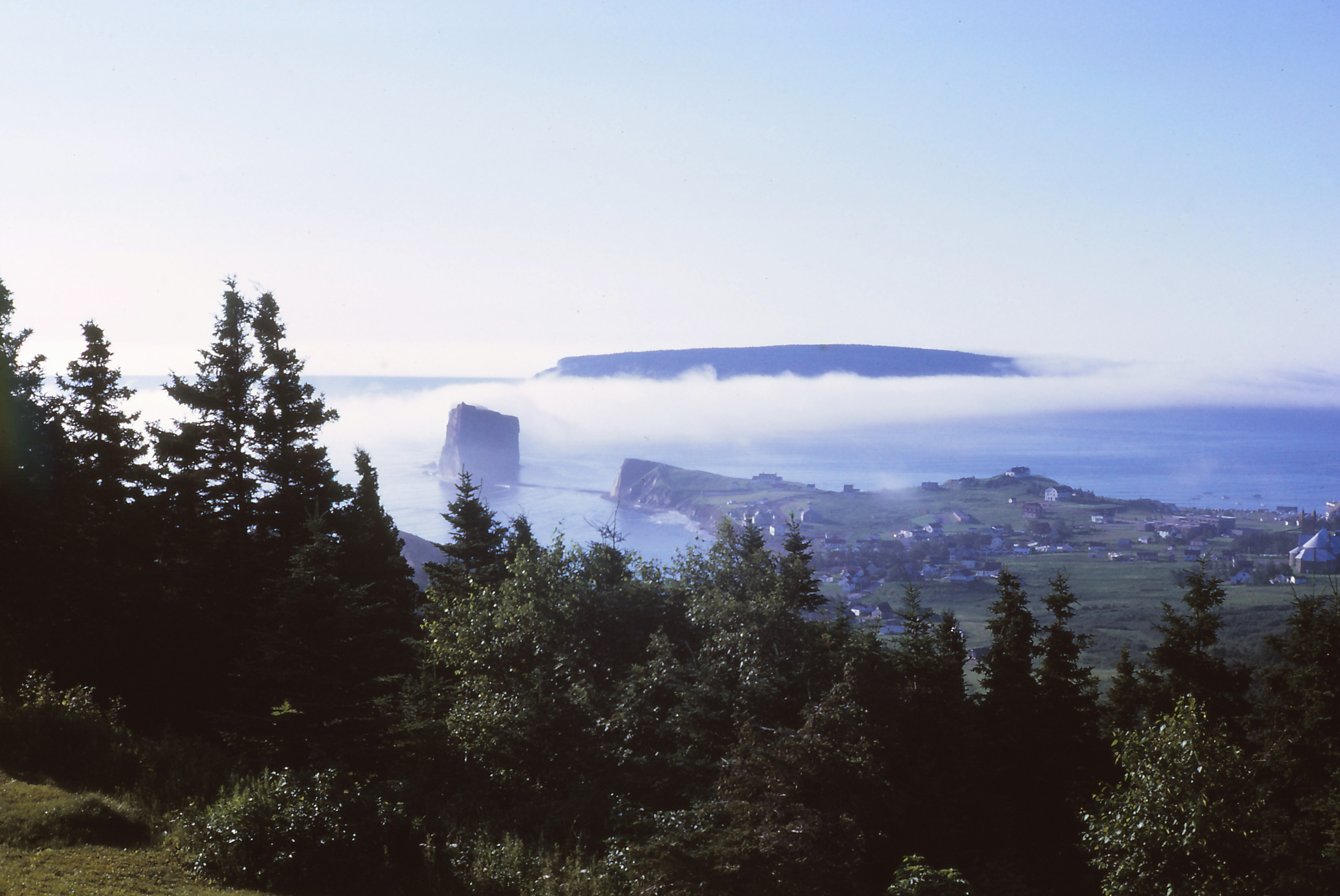
Vue du sommet.
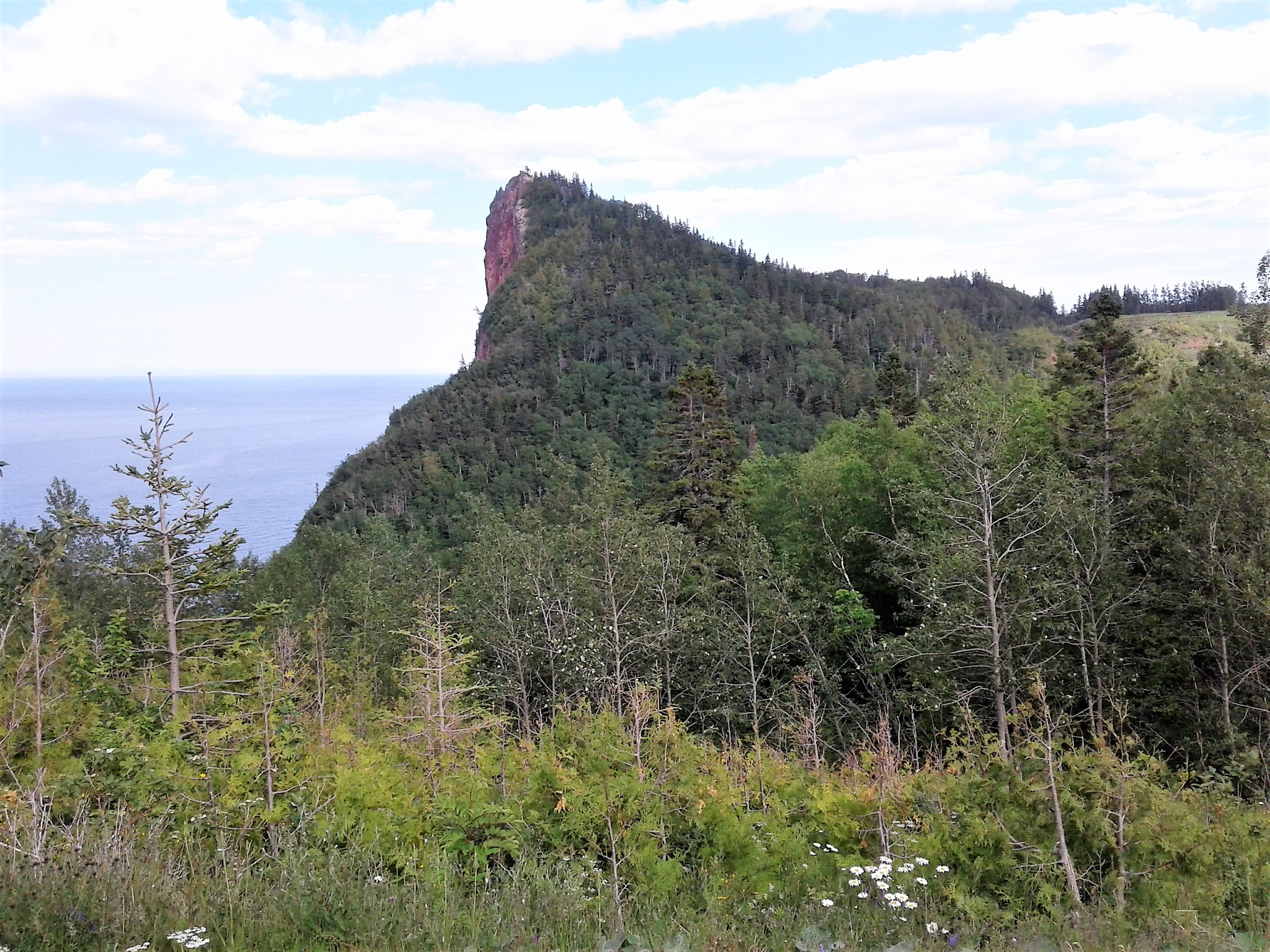
Côté nord, de la route 132.